# Indianola (Oklahoma)
Indianola es un pueblo ubicado en el condado de Pittsburg en el estado estadounidense de Oklahoma. En el año 2010 tenía una población de 162 habitantes y una densidad poblacional de 202,5 personas por km².

## Geografía
Indianola se encuentra ubicado en las coordenadas 35°9′44″N 95°46′33″O / 35.16222, -95.77583 (35.162229, -95.775836).

## Demografía
Según la Oficina del Censo en 2000 los ingresos medios por hogar en la localidad eran de $32,969 y los ingresos medios por familia eran $32,031. Los hombres tenían unos ingresos medios de $23,750 frente a los $24,375 para las mujeres. La renta per cápita para la localidad era de $18,908. Alrededor del 7.8% de la población estaban por debajo del umbral de pobreza.